# U-287 (tàu ngầm Đức)
U-287 là một tàu ngầm tấn công  Lớp Type VII thuộc phân lớp Type VIIC được Hải quân Đức Quốc Xã chế tạo trong Chiến tranh Thế giới thứ hai. Nhập biên chế năm 1943, nó chỉ thực hiện được một chuyến tuần tra duy nhất mà không đánh chìm được mục tiêu nào. Khi Thế Chiến II bước vào giai đoạn kết thúc, U-287 bị thủy thủ đoàn tự đánh đắm tại cửa sông Elbe vào ngày 16 tháng 5, 1945, nhưng khai nhận với lực lượng Đồng Minh rằng chiếc tàu ngầm bị đắm do trúng thủy lôi.

## Thiết kế và chế tạo

### Thiết kế

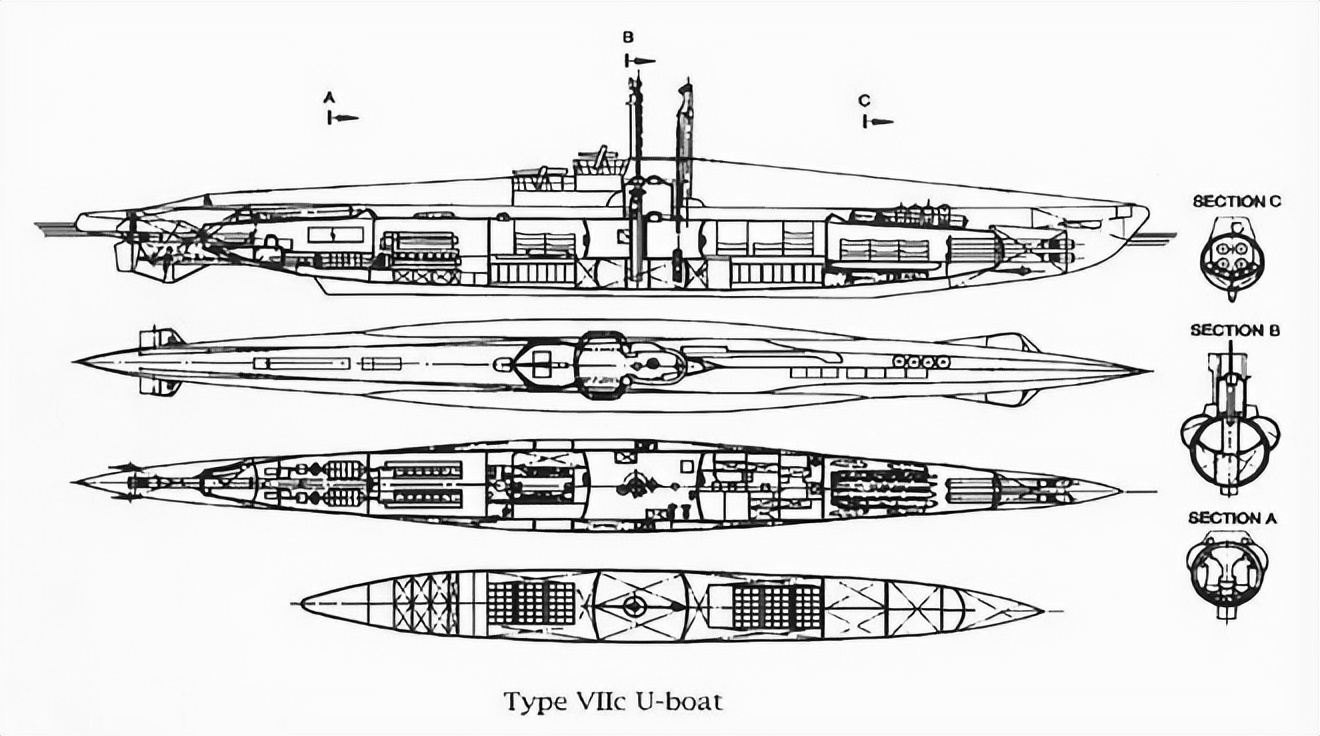
Sơ đồ các mặt cắt một tàu ngầm Type VIIC

Phân lớp VIIC của Tàu ngầm Type VII là một phiên bản VIIB được kéo dài thêm. Chúng có trọng lượng choán nước 769 t (757 tấn Anh) khi nổi và 871 t (857 tấn Anh) khi lặn). Con tàu có chiều dài chung 67,10 m (220 ft 2 in), lớp vỏ trong chịu áp lực dài 50,50 m (165 ft 8 in), mạn tàu rộng 6,20 m (20 ft 4 in), chiều cao 9,60 m (31 ft 6 in) và mớn nước 4,74 m (15 ft 7 in).
Chúng trang bị hai động cơ diesel Germaniawerft F46 siêu tăng áp 6-xy lanh 4 thì, tổng công suất 2.800–3.200 PS (2.100–2.400 kW; 2.800–3.200 bhp), dẫn động hai trục chân vịt đường kính 1,23 m (4,0 ft), cho phép đạt tốc độ tối đa 17,7 kn (32,8 km/h), và tầm hoạt động tối đa 8.500 nmi (15.700 km) khi đi tốc độ đường trường 10 kn (19 km/h). Khi đi ngầm dưới nước, chúng sử dụng hai động cơ/máy phát điện AEG GU 460/8–27 tổng công suất 750 PS (550 kW; 740 shp). Tốc độ tối đa khi lặn là 7,6 kn (14,1 km/h), và tầm hoạt động 80 nmi (150 km) ở tốc độ 4 kn (7,4 km/h). Con tàu có khả năng lặn sâu đến 230 m (750 ft).
Vũ khí trang bị có năm ống phóng ngư lôi 53,3 cm (21 in), bao gồm bốn ống trước mũi và một ống phía đuôi, và mang theo tổng cộng 14 quả ngư lôi, hoặc tối đa 22 quả thủy lôi TMA, hoặc 33 quả TMB. Tàu ngầm Type VIIC bố trí một hải pháo 8,8 cm SK C/35 cùng một pháo phòng không 2 cm (0,79 in) trên boong tàu. Thủy thủ đoàn bao gồm 4 sĩ quan và 40-56 thủy thủ.

### Chế tạo
U-287 được đặt hàng vào ngày 5 tháng 6, 1941, và được đặt lườn tại xưởng tàu của hãng Bremer-Vulkan-Vegesacker Werft ở Bremen vào ngày 8 tháng 8, 1942. Nó được hạ thủy vào ngày 13 tháng 8, 1943, và nhập biên chế cùng Hải quân Đức Quốc Xã vào ngày 22 tháng 9, 1943 dưới quyền chỉ huy của Hạm trưởng, Trung úy Hải quân Heinrich Meyer.

## Lịch sử hoạt động
Sau khi hoàn tất việc chạy thử máy và huấn luyện trong thành phần Chi hạm đội U-boat 24, U-287 được điều sang Chi hạm đội U-boat 31 từ ngày 1 tháng 3, 1944. Chiếc tàu ngầm chuyển căn cứ hoạt động từ Kiel đến cảng Horten, rồi đến Kristiansand thuộc Na Uy trong tháng 4, 1945, trước khi xuất phát từ cảng này vào ngày 29 tháng 4 cho chuyến tuần tra duy nhất trong chiến tranh. Nó hoạt động tại khu vực Bắc Hải về phía Đông Bắc Scotland.
Vào lúc Đức Quốc xã chấp nhận đầu hàng, U-287 đang tuần tra về phía Đông quần đảo Orkney. Nó không tuân thủ mệnh lệnh của lực lượng Đồng Minh phải đi đến cảng Đồng Minh gần nhất, mà quay trở về Đức. Phần lớn thủy thủ đã bỏ tàu bằng xuồng gần Cuxhaven, trong khi những thành viên còn lại bao gồm hạm trưởng đã đánh đắm tàu trong vùng cửa sông Elbe vào ngày 16 tháng 5, tại tọa độ 53°50′B 8°50′Đ / 53,833°B 8,833°Đ. Bốn thành viên thủy thủ đoàn đã tự nguyện trình diện lực lượng Đồng Minh như những tù binh chiến tranh, và khai nhận rằng U-287 bị đắm do trúng thủy lôi tại cửa sông Elbe. Do đó tất cả các nguồn thông tin đều ghi nhận số phận con tàu như trên, cho đến khi sự thật được tiết lộ 40 năm sau đó.